# Le Perthus
Le Perthus (på Catalansk: El Pertús) er en by og kommune i departementet Pyrénées-Orientales i Sydfrankrig.

## Geografi
Le Perthus ligger ved et bjergpas af samme navn i Pyrenæerne op til den spanske grænse. Mod nord ligger Le Boulou (10 km) og mod syd La Jonquera.

## Historie
Bjergpasset har været kendt siden antikken, men nævnes første gang med sikkerhed i det 14. århundrede.
Kommunen blev først grundlagt i 1836 ved en sammenlægning af kommunerne Les Cluses og l'Albère. Stor modvilje mod sammenlægningen førte til en opsplitning i 3 kommuner i 1851.
I 1939 passerede en stor flygtningestrøm fra den Spanske Borgerkrig gennem passet.

## Demografi

### Udvikling i folketal
| 1962                                                              | 1968 | 1975 | 1982 | 1990 | 1999 | 2007 | 2014 | 2017 |
| ----------------------------------------------------------------- | ---- | ---- | ---- | ---- | ---- | ---- | ---- | ---- |
| 841                                                               | 862  | 699  | 644  | 634  | 620  | 579  | 585  | 574  |
| Tal fra og med 1962 er uden dobbelttælling (sans doubles comptes) |      |      |      |      |      |      |      |      |